# HMAS Geraldton (FCPB 213)
Pour les articles homonymes, voir HMAS Geraldton.
Le HMAS Geraldton (FCPB 213), nommé d’après la ville portuaire de Geraldton, en Australie-Occidentale, était un patrouilleur de classe Fremantle de la Royal Australian Navy (RAN). Il était le deuxième navire de ce nom au sein de la RAN, après une corvette de classe Bathurst.

## Conception et construction
À partir de la fin des années 1960, la planification d’une nouvelle classe de patrouilleurs pour remplacer la classe Attack a commencé, avec des conceptions visant à une meilleure tenue à la mer, un équipement et des armes plus modernes. Les navires de classe Fremantle avaient un déplacement de 220 tonnes à pleine charge, mesuraient 41,9 mètres de longueur hors tout, ils avaient une largeur de 7,39 mètres, et un tirant d'eau maximal de 1,75 mètre. Leur propulsion principale se composait de deux moteurs Diesel de la série MTU 538, qui fournissaient une puissance de 3200 chevaux (2400 kW) aux deux arbres d'hélice. L’échappement n’était pas expulsé par une cheminée, comme sur la plupart des navires, mais par des évents sous la ligne de flottaison. Les patrouilleurs pouvaient atteindre une vitesse maximale de 30 nœuds (56 km/h) et avaient une autonomie maximale de 5000 milles marins (9300 km) à 5 nœuds (9,3 km/h). L’équipage se composait de 22 personnes.
Chaque patrouilleur était armé d’un seul canon Bofors 40 mm L/60 monté à l’avant comme armement principal, complété par deux mitrailleuses Browning M2 de calibre .50 et un mortier de 81 mm,, mais le mortier a été retiré de tous les navires à la fin des années 1990. À l’origine, l’arme principale devait être constituée de deux canons de 30 mm sur un affût double, mais les Bofors reconditionnés ont été sélectionnés pour réduire les coûts. Des dispositions ont été prises pour installer un armement amélioré plus tard dans la carrière de la classe, mais cela ne s’est pas produit,.
Le HMAS Geraldton était équipé d’un radar de navigation haute définition, d’un équipement de communication à haute et ultra haute fréquence, d’un gyrocompas et d’un échosondeur. Il était également équipé d’un système de navigation par satellite qui permettait de déterminer la position du navire avec une grande précision.

## Carrière
Le HMAS Geraldton a été mis en chantier le 3 mai 1982 par NQEA à Cairns, dans le Queensland. Il a été lancé le 22 octobre 1983 et mis en service dans la RAN le 10 décembre 1983,. Il était basé à Darwin, dans le Territoire du Nord. Comme ses 14 sister-ships de classe Fremantle (FCPB), il a contribué aux opérations de protection des pêches, de contrôle de l’immigration, de contrôles des douanes et d’application des lois du pays sur les drogues. 
Le 26 août 1984, le HMAS Geraldton s’est retrouvé bloqué et a endommagé ses deux hélices lorsqu’il s’est échoué sur un récif au nord-ouest de Broome, en Australie-Occidentale
Le 20 juillet 1991, le HMAS Geraldton a été envoyé en mer pour servir de relais de communication entre le pétrolier grec Kurki, désemparé au large des côtes de l’Australie-Occidentale, et les stations côtières.
En septembre 2004, le HMAS Geraldton a participé à l’exercice Bersama Lima 2004, qui a débuté le 13 septembre dans les eaux de Singapour et de la Malaisie. Cet exercice majeur a impliqué plus de 30 navires, 80 aéronefs et quelque 3 000 militaires. La RAN y était représentée (outre le HMAS Geraldton) par les navires HMAS Anzac, Arunta, Westralia, Sheean, Hawkesbury, Yarra et Dubbo, ainsi que par le CDT 1.
Le HMAS Geraldton a subi un carénage au HMAS Stirling, Fleet Base West sur Garden Island (Australie-Occidentale). En octobre 2006, il est arrivé pour s’amarrer à Geraldton pour la toute dernière fois avant d’être mis hors service. Le HMAS Geraldton a été désarmé le 7 octobre 2006,. Le patrouilleur a été démantelé à Darwin en 2006 et 2007, pour un coût de 450 000 dollars pour le gouvernement australien.